# Chimera (musikalbum)
Chimera är ett studioalbum från 2004 av black metal-bandet Mayhem, bandets tredje fullängdsalbum. Det var det sista albumet med sångaren Maniac, som därefter lämnade bandet på grund av personliga problem.

## Låtlista
1. "Whore" – 2:58
2. "Dark Night of the Soul" – 6:08
3. "Rape Humanity With Pride" – 5:41
4. "My Death" – 5:54
5. "You Must fall" – 4:13
6. "Slaughter of Dreams" – 6:59
7. "Impious Devious Leper Lord" – 5:38
8. "Chimera" – 7:00

## Medverkande
Mayhem
- Maniac (Sven-Erik Kristiansen) – sång
- Blasphemer (Rune Eriksen) – gitarr
- Necrobutcher (Jørn Stubberud) – basgitarr
- Hellhammer (Jan Axel Blomberg) – trummor

Övriga medverkande
- Børge Finstad – ljudtekniker, mixning
- Morten Lund – mastering
- TurboNatas – omslagsdesign
- Sebastian Ludvigsen – foto
- Misty K – foto
- Carmen Simoes – foto